# Rerulili
れるりり是日本音乐家，音乐制作人，Vocaloid-P。其代表歌曲有《腦漿炸裂少女》、《廚病激發BOY》、《神的隨波逐流》等。他所属的经纪公司是Kitty film。

## 历史
他於加入乐队后，在2009年以VOCALOIDP的身份在Niconico動畫开始活动。他发布的第一首歌曲“比以往更为爱哭的天空”進入“名人堂”，其浏览量超过100,000次。
2012年发布的歌曲《腦漿炸裂少女》首次突破100万次点击量。吉田绘里香的小说版本随后出版。此外，2015年，它成为第一部基于VOCALOID歌曲的真人电影，主角是私立惠比寿中学的柏木日向。
2015年发行的歌曲《廚病激發BOY》，藤波港改編的小说现已出版。包括舞台改编和Studio Deen根据小说制作的动画的媒体组合于2019年播出。
2020年，发行了一张最佳专辑来纪念10周年出道。
2022年5月30日，他的歌曲《神的隨波逐流》和同年6月30日的《腦漿炸裂少女》将登上《世界计划 缤纷舞台！ feat.初音未来》。
高中毕业后，他在乐队中弹吉他。经常听菅止戈男、山崎将义等人的日本音乐、灵魂乐、西洋音乐。

## 唱片目录

### 专辑
| 发布日期       | 标题                                | 标准零件号                                     | 录制的音乐    | 參考           |
| -------------- | ----------------------------------- | ---------------------------------------------- | ------------- | -------------- |
| 2012年4月27日  | 至高无上的完整专辑                  | KTCD-1007                                      | 共13首歌曲    | 负责制作       |
| 2012年12月28日 | 腦漿炸裂少女                        | KTCD-1012：普通版 KTCD-1013：限量版            | 共12首歌曲    | Kittyroom810   |
| 2014年10月27日 | 圣枪爆裂BOY                         | KTCD-1027                                      | 共11首歌曲    | Kittyroom810   |
| 2015年12月16日 | 廚病激發BOY                         | ZMCL-1039/40：首批生产限量版 ZMCL-1041：普通版 | 共12首歌曲    | ウルトラシープ |
| 2018年10月31日 | 青春期综合症                        | MHCL-2785                                      | 共14首歌曲    | 索尼音乐       |
| 2020年8月26日  | 十周年原创及最佳专辑 “被羞恥心殺死” | LACA-9749/50                                   | 共10+10首歌曲 | Lantis         |

### 发行限量单
| 发布日期       | 标题                 | 标签     |
| -------------- | -------------------- | -------- |
| 2010年2月10日  | 比以往更为爱哭的天空 | CFM      |
| 2010年6月18日  | 跨越无数的夜晚       | CFM      |
| 2010年10月29日 | 刀                   | CFM      |
| 2021年3月7日   | 沉思                 | 凯蒂唱片 |
| 2021年4月29日  | 爱嘉                 | 凯蒂唱片 |
| 2021年7月7日   | 零距离的爱           | Lantis   |
| 2022年12月15日 | 这就是I              | 凯蒂唱片 |